# Anders Fogh Rasmussen
Anders Fogh Rasmussen (nacido el 26 de enero de 1953 en Ginnerup, Dinamarca) es un político danés, primer ministro de su país entre los años 2001 y 2009. Desde agosto de 2009 hasta octubre de 2014 fue el secretario general de la OTAN.

## Primeros años
Hijo de un propietario rural, en 1972 terminó el bachillerato en la Escuela Diocesana de Viborg con la especialidad en Idiomas y Estudios Sociales, y seis años después se licenció en Economía por la Universidad de Aarhus. En la primera casa de estudios fundó y presidió desde 1970 el club de juventudes del Partido Liberal o Venstre.

## Participación política

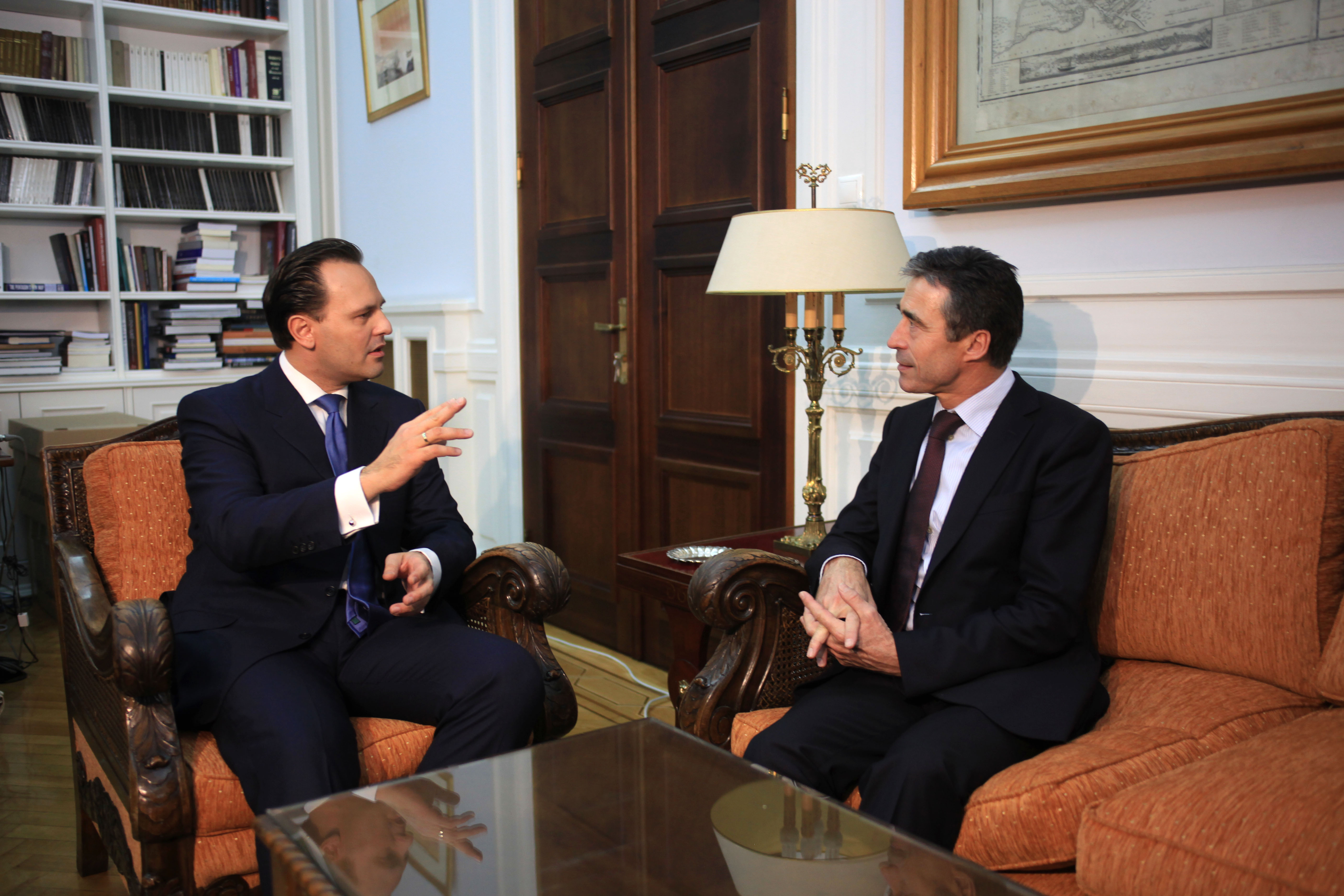
Reunión del Ministerio de Relaciones Exteriores Sr. Droutsa con el Secretario General de la OTAN, Sr. Rasmussen en Atenas

En 1975, Rasmussen cursaba la carrera en la Universidad, llevaba dos años trabajando en el Consejo General del Venstre y un año liderando las juventudes del partido a nivel nacional. En ese momento, la dirección del partido determinó que era hora de que debutase en la política representativa como concejal interino en el condado de Viborg.
En 1976 entró en el Comité Ejecutivo del Consejo de la Juventud Danesa y en octubre de 1978, con 25 años en el más joven diputado del Folketing o Parlamento. El mismo año, el Venstre volvió al gobierno como socio del primer ministro socialdemócrata Anker Jørgensen. 
En 1981 se le otorgó la vicepresidencia de la Comisión de Vivienda del Folketing y un año después entró en la Comisión de Asuntos Fiscales. En 1984 volvió como representante en el Consejo General del Venstre, obteniendo prestigio al interior del partido. Los cargos que ocupó fueron: presidente del Comité de Educación y vicepresidente nacional de Organización. 
El 10 de septiembre de 1987 fue nombrado ministro de Impuestos en el Gobierno de coalición de Poul Schlüter. 
En las elecciones de 1990, los liberales registraron un ascenso de siete diputados, lo que les catapultó al tercer puesto. 
Ahí inició un ascenso electoral continuo del Venstre. En las elecciones de 1994 al Parlamento Europeo fue la lista más votada con el 19% de los sufragios; en las generales del 21 de septiembre del mismo año rebasó con creces al principal opositor y alcanzó el 23,3%; y en las del 11 de marzo de 1998 revalidó esta segunda posición con el 24% de los votos y 42 escaños.
En 2001, Fogh se postula a la dirección del ejecutivo se adjudicó la victoria con unos resultados históricos: el 31,3% de los votos y 56 escaños. Era la primera vez desde 1920 que los liberales batían en unas elecciones parlamentarias a los socialdemócratas, el cual a su vez no había abandonado el privilegiado primer puesto desde 1929.
Cercano a la Administración Bush, apoyó la Guerra de Irak en 2003 enviando tropas danesas allí, poniendo fin a casi 100 años de participación no militar del país. Apoyó la controvertida detención de presuntos terroristas en el centro de detención de Guantánamo. Bajo su gobierno, Dinamarca fue uno de los primeros países en enviar tropas a Afganistán, convirtiéndose en el mayor contribuyente de la OTAN por número de tropas en relación con la población
El 4 de abril de 2009, los líderes de la OTAN reunidos en la Cumbre de Estrasburgo-Kehl eligieron a Fogh Rasmussen como nuevo Secretario General de la Organización. Su elección suscitó los recelos de Turquía que amenazó con vetar la decisión consensuada entre los principales miembros. El principal motivo para tal oposición se remonta a 2005, cuando Fogh Rasmussen, entonces primer ministro, se posicionó como defensor de la libertad de prensa durante la polémica de las caricaturas de Mahoma.
Según las revelaciones de WikiLeaks, Estados Unidos le hizo espiar en 2009.
El 1 de octubre de 2014 tras cinco años al frente de la OTAN como Secretario General de la Organización, es sucedido por Jens Stoltenberg, ex primer ministro Noruego.
Anders Fogh Rasmussen creó una empresa de consultoría, Rasmussen Global, tras su etapa como jefe de la OTAN, y organizó una serie de conferencias de pago (40.000 dólares por el servicio básico) a través de una empresa domiciliada en Andorra.
En 2015, fue contratado por el banco de inversión Goldman Sachs.

## Libros escritos

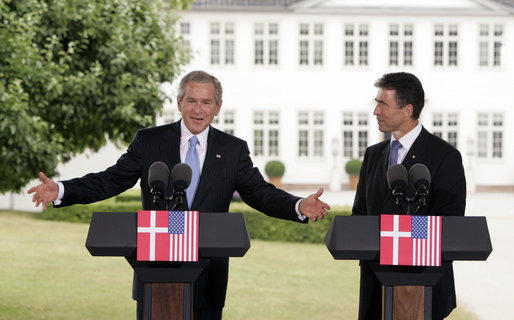
Anders Fogh Rasmussen junto a George W. Bush, en Marienborg (julio de 2005).

- Confrontación con el sistema fiscal (1979)
- El conflicto de la vivienda (1982)
- Del Estado social al Estado mínimo (1993)
- El Estado del bienestar amenazado (1980)
- Juventudes Liberales por 75 años (1983)
- El Comercio en el año 2000 (1985)
- Viviendas y economía (1987)
- Dinamarca en el año 2000 (1987)
- Amor por el trabajo y el bienestar: ¿un coctel imposible? (1993)